# Hermann Müller
|  | Per a altres significats, vegeu «Hermann Müller (desambiguació)». |

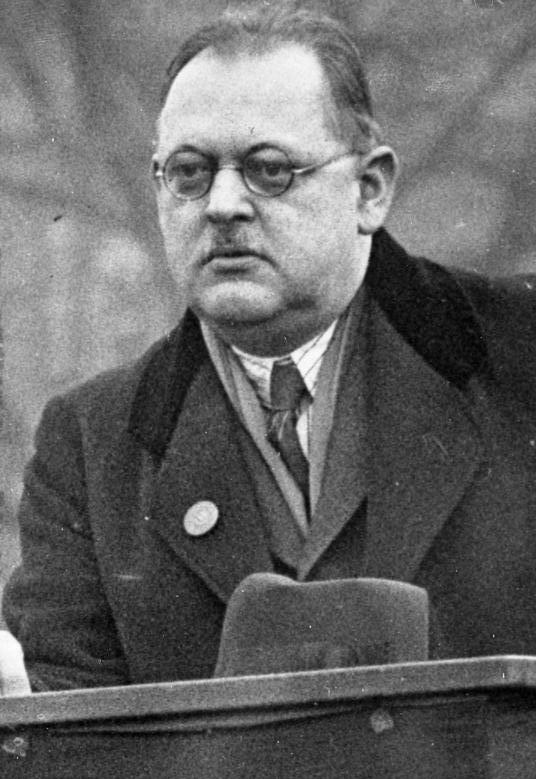
Müller el març de 1931

Hermann Müller (18 de maig de 1876 - 20 de març de 1931) nascut a Mannheim fou un polític Social Demòcrata alemany que va servir com a ministre d'Afers Exteriors (1919-1920), i dues vegades com Canceller d'Alemanya (1920, 1928-1930), sota la República de Weimar. Com a ministre d'Afers Exteriors, va ser un dels signataris alemanys del Tractat de Versalles el 1919.

## Inicis i primer govern
De 1916 a 1918, va ser membre del Reichstag. El 21 de juny de 1919, va ser nomenat ministre del Reich d'Afers Exteriors, sota l'etapa com a canceller de Gustav Bauer, i en aquesta capacitat va anar a Versalles amb el ministre colonial Johannes Bell i va signar el tractat de pau (Tractat de Versalles) el 29 de juny de 1919. Després de la renúncia de Bauer, que va seguir al Kapp Putsch (cop d'Estat, el març de 1920), Müller va ser nomenat canceller del Reich, un càrrec que va exercir fins al mes de juny següent, quan el resultat de les eleccions generals per al Reichstag necessària la formació d'un govern de coalició amb Constantin Fehrenbach, del Centre Catòlic qui seria nomenat canceller.

## Segon govern
El seu segon gabinet va ser l'últim gabinet recolzat en una majoria parlamentària. Fou un Govern de coalició, anomenada també "gran coalició" de socialdemòcrates com el Partit de Centre, Partit Democràtic Alemany i el Partit del Poble Alemany. va haver d'enfrontar-se a l'agudització de la crisi econòmica que va augmentar enormement l'atur. Davant el desacord entre els socis de govern sobre la política que s'havia de seguir per atendre el creixent nombre de desocupats, Müller va haver de dimitir.
A partir de la seva caiguda els governs federals van realitzar la seva tasca recolzant-se cada vegada més en els poders del president de la república.

## Família
El pare de Müller era un productor de xampany que va morir el 1892. El 1902 es va casar amb Frieda Tockus. Van tenir una filla, Ana María, el 1905, però, Tockus va morir diverses setmanes més tard, a causa de les complicacions de l'embaràs. Es va tornar a casar el 1909, i l'any següent la seva segona filla, Erika, va néixer.